# NGC 4235
NGC 4235 é uma galáxia espiral (Sa) localizada na direcção da constelação de Virgo. Possui uma declinação de +07° 11' 27" e uma ascensão recta de 12 horas, 17 minutos e 09,7 segundos.
A galáxia NGC 4235 foi descoberta em 23 de Janeiro de 1784 por William Herschel.